# Pseudovadonia livida
Pseudovadonia livida é uma espécie de insetos coleópteros polífagos pertencente à família Cerambycidae.
A autoridade científica da espécie é Fabricius, tendo sido descrita no ano de 1776.
Trata-se de uma espécie presente no território português.